# Cristian Espinoza
Cristian Omar Espinoza (ur. 3 kwietnia 1995 w Buenos Aires) – argentyński piłkarz występujący na pozycji napastnika w amerykańskim klubie San Jose Earthquakes. Wychowanek Huracánu. Były młodzieżowy reprezentant Argentyny.